# Pegida
Pegida acronimo di Patriotische Europäer gegen die Islamisierung des Abendlandes (tradotto: "Europei patrioti contro l'islamizzazione dell'Occidente") è un'organizzazione populista di destra anti-islamica, xenofoba e razzista, fondata a Dresda nel 2014. Da molti analisti politici è considerata vicina al partito Alternativa per la Germania e al Partito Nazionaldemocratico di Germania (NPD), data la partecipazione di alcuni militanti dell'NPD e di esponenti di AFD a manifestazioni organizzate da Pegida.

## Storia

Simbolo alternativo del movimento

Tra il 2014 e il 2015 il movimento ha promosso manifestazioni settimanali volte a contrastare la cosiddetta islamizzazione dell'Occidente, favorita dalle politiche migratorie attuate dai governi europei. Tali politiche sono ritenute dal movimento eccessivamente permissive, nonché pericolose per la sicurezza, poiché consentono un'immigrazione di massa da Paesi musulmani e rendono possibili infiltrazioni di fondamentalisti islamici in Europa.
Il principale obiettivo dell'organizzazione è l'adozione da parte della Germania di misure più restrittive in materia di immigrazione, analogamente alla legislazione vigente in Australia e Canada. Il leader del gruppo Lutz Bachmann si è dimesso il 21 gennaio 2015 dopo che il giornale tedesco Bild aveva pubblicato una sua foto in cui mostrava un taglio di capelli e di baffi molto simili a quelli di Hitler. È stato reintegrato come presidente del movimento il 24 febbraio dello stesso anno.
Al movimento aderisce anche una filiale in Svizzera, fondata il 9 gennaio 2015, due giorni dopo l'attentato alla sede di Charlie Hebdo.